# Почётные граждане Кинешмы
Почётный гражданин города Кинешма —
Рыженкова Мария Михайловна

## История
Впервые звание «Почётный гражданин Кинешмы» упоминается ещё до Революции. Известно, что почётными гражданами были городские меценаты-фабриканты Иван Александрович Миндовский и Иван Александрович Коновалов. В 1917 году декретом советского правительства звание «Почётный гражданин» было упразднено. Но в 1970-х годах традиция возобновлена.

## Описание
Решением Кинешемской Городской думы утверждено Положение о звании «Почётный гражданин города Кинешма».
Согласно Положению, звание «Почётный гражданин города Кинешмы» является высшим знаком отличия лиц, внёсших большой общественно значимый вклад в социально-экономическое и культурное развитие города, воспитание, просвещение и охрану здоровья людей, в течение длительного времени проводивших активную производственную, общественную, благотворительную и иную работу, способствовавшую улучшению жизни жителей города, и пользующихся уважением и авторитетом. Звание присваивается при жизни и посмертно гражданам Российской Федерации, постоянно зарегистрированным и проживающим на территории городского округа Кинешма не менее 10 лет, имеющим заслуженный авторитет среди жителей городского округа Кинешма, обретённый положительной деятельностью с выдающимися результатами для Российской Федерации, Ивановской области и городского округа Кинешма в любых сферах деятельности, а также за совершение геройского подвига, проявленное мужество, смелость и отвагу.
Чествование лица, удостоенного Звания «Почётный гражданин города Кинешмы», происходит на торжественном мероприятии в «День города». Глава администрации городского округа Кинешма совместно с Председателем Кинешемской городской Думы вручают Почётному гражданину нагрудный знак, ленту «Почётный гражданин города Кинешмы», удостоверение, единовременное денежное вознаграждение, а также копию решения Кинешемской городской Думы о присвоении звания «Почётный гражданин города Кинешмы».

## Список почётных граждан
1978 год
- Лебедев Анатолий Георгиевич
- Соболева Клавдия Яковлевна
- Частухина Клавдия Александровна

1987 год
- Захарова Лидия Ильинична
- Маклов Александр Дмитриевич
- Осокин Борис Иванович

1988 год
- Степанов Сергей Павлович

1989 год
- Антонюк Татьяна Фёдоровна

1990 год
- Смирнова Людмила Ивановна

1991 год
- Баженова Елизавета Ивановна
- Холопов Сергей Сергеевич

1992 год
- Надежин Юрий Капитонович
- Томс Рудольф Антонович

1993 год
- Соболевская Людмила Ивановна
- Столбов Виктор Иванович

1994 год
- Розанов Михаил Александрович
- Щукина Валентина Алексеевна

1995 год
- Дубинин Иван Дмитриевич
- Кретовский Афанасий Васильевич
- Лебедев Геннадий Сергеевич
- Репина Анна Сергеевна
- Трушев Борис Апполинарьевич

1997 год
- Дмитриев Петр Дорофеевич

1998 год
- Тумин Алексей Иванович

1999 год
- Ильинская Ирина Геннадьевна

2000 год
- Казанцев Александр Павлович

2001 год
- Соболев Юрий Николаевич

2002 год
- Смышляев Валерий Ардальонович

2003 год
- Трояновский Сергей Петрович

2004 год
- Вашков Владилен Иосифович
- Осипов Дмитрий Иванович

2005 год
- Груздев Андрей Викторович
- Начинкин Николай Иванович
- Осокин Виктор Федорович

2006 год
- Бризицкий Владимир Иванович
- Травин Виталий Александрович

2007 год
- Голованова Анна Сергеевна
- Тарасова Мира Фёдоровна

2008 год
- Перевозчиков Александр Васильевич

2009 год
- Бусурин Станислав Андреевич
- Кованов Виктор Владимирович
- Морозов Борис Александрович

2010 год
- Жуков Валентин Александрович[3]

2011 год
- Мухин Евгений Иванович[4]

2012 год
- Боборыкин Фёдор[5]
- Стариков Владимир Александрович

2013 год
- Сыров Валентин Иванович

2014 год
- Пискунов Сергей Леонидович
- Ковалёв Сергей Иванович

2015 год
- Жарков Юрий Петрович